# Jakob Pfenninger
Jakob Pfenninger (* 16. April 1841 in Hinwil (auch Bürgerort); † 27. Juni 1891 in Zürich) war ein Schweizer Lehrer, Jurist und Politiker.

## Biografie

### Familie
Pfenninger war der Sohn von Barbara Buchmann und des Lehrers und Landwirts Hans Jakob Pfenninger. Er war reformiert und heiratete 1865 Katharina Barbara Weiss und 1875 Elisabetha Margaretha Weiss (beide Töchter des Johann Weiss aus Selb (Bayern)).

### Beruf
Von 1857 bis 1860 besuchte Pfenninger das Lehrerseminar in Küsnacht und arbeitete von 1860 bis 1864 als Privatsekretär und Bezirksratsschreiber; 1864 wurde er Kantonsprokurator.
Von 1864 bis 1865 studierte er in Leipzig und wurde 1865 Anwalt in Hinwil. Ab 1867 wirkte er in Zürich; von 1867 bis 1869 war er Substitut (Rechtsreferendar im praktischen Jahr) des Staatsanwalts, von 1869 bis 1878 Regierungsrat (wo er zunächst das Justiz- und Medizinalwesen, ab 1871 die Justiz und Polizei, und ab 1875 die Finanzen unter sich hatte), und ab 1878 Anwalt.
Von 1868 bis 1869 war er demokratischer Zürcher Verfassungsrat, von 1878 bis 1887 Kantonsrat (1881 Präsident desselben), von 1879 bis 1881 Nationalrat, von 1889 bis 1891 Ständerat, und von 1886 bis 1891 Grosser Stadtrat.
Pfenninger lieferte Sergei Gennadijewitsch Netschajew an die zaristische Regierung aus. Als Experte in Eisenbahnfragen setzte er sich für eine staatliche Subventionierung der Gotthardbahn ein.